# Debbie Flintoff-King
Debra Lee (Debbie) Flintoff-King (ur. 20 kwietnia 1960 w Melbourne) – australijska lekkoatletka, płotkarka.
Mistrzyni olimpijska z Seulu (1988) w biegu na 400 metrów przez płotki. Srebrna medalistka mistrzostw świata w tej konkurencji (Rzym 1987). Była też uczestniczką igrzysk olimpijskich w Los Angeles (1984) oraz sięgała po medale igrzysk Wspólnoty Narodów w latach 1982-1990.